# 声场
一个声源可以将一个周围的媒介，比如空气，水或者一个物体激发起振荡。这个振荡作为声波在这个媒介里扩散，一个声场在真空状态下并不存在。声波可以在没阻碍的情况下自由扩散、这种自由扩散当然是极少出现的。在现实生活中只在虚拟的无声空间存在。在屋里或外面的声音将反射到每个墙壁和阻碍体上，声音一直扩散。媒介中有声波存在的区域为声场。